# Carcharhinus albimarginatus
Lo squalo dalle punte argentee (Carcharhinus albimarginatus (Rüppell, 1837)) è una grossa specie di squalo della famiglia dei Carcarinidi diffusa, con areale discontinuo, nelle acque tropicali degli oceani Indiano e Pacifico. Si incontra spesso attorno ad isole costiere e barriere coralline, dalla superficie fino a 800 metri di profondità. Ricorda moltissimo lo squalo grigio di barriera (C. amblyrhynchos), ma è più grande e più tozzo, ed è facilmente riconoscibile per i margini bianchi delle sue pinne. Raggiunge una lunghezza massima di 3 metri.
Superpredatore aggressivo e potente, lo squalo dalle punte argentee si nutre di una grande varietà di pesci ossei, ma anche di aquile di mare, squali più piccoli e cefalopodi. Quando compete per il cibo occupa una posizione predominante nei confronti delle altre specie di Carcarinidi delle stesse dimensioni e gli esemplari più grandi mostrano spesso cicatrici dovute agli scontri con altri membri della stessa specie. Come gli altri membri della sua famiglia, lo squalo dalle punte argentee è viviparo e in estate la femmina dà alla luce 1-11 piccoli. Gli squali dalle punte argentee sono considerati potenzialmente pericolosi per l'uomo, dato che spesso si avvicinano molto ai subacquei. Questa specie dalla riproduzione lenta viene sfruttata commercialmente per la carne, le pinne, la pelle, la cartilagine, le mascelle e i denti, tanto che gli studiosi temono il declino o perfino la scomparsa di alcune sue popolazioni. Proprio per questo motivo, l'Unione Internazionale per la Conservazione della Natura (IUCN) classifica lo squalo dalle punte argentee tra le specie vulnerabili.

## Tassonomia
Lo squalo dalle punte argentee venne descritto per la prima volta, col nome di Carcharias albimarginatus, dal naturalista tedesco Eduard Rüppell in una sua opera del 1837, Fische des Rothen Meeres (Pesci del Mar Rosso). Solo in seguito il nome venne cambiato in Carcharhinus albimarginatus, epiteto con cui è noto attualmente. Il nome scientifico deriva dal Latino albi, «bianco», e marginatus, «vicino al bordo». Nel 1960, un maschio immaturo lungo 103 centimetri catturato al largo di Ras Muhammad, nel Mar Rosso, venne designato come esemplare tipo. Sulla base di somiglianze nella morfologia, nella forma dei denti e di alcune caratteristiche delle vertebre, Garrick (1982) ha ipotizzato che il parente più stretto dello squalo dalle punte argentee sia lo squalo grigio di barriera. Questa ipotesi è stata confermata da Lavery (1992) sulla base di un test filogenetico agli allozimi.

## Distribuzione

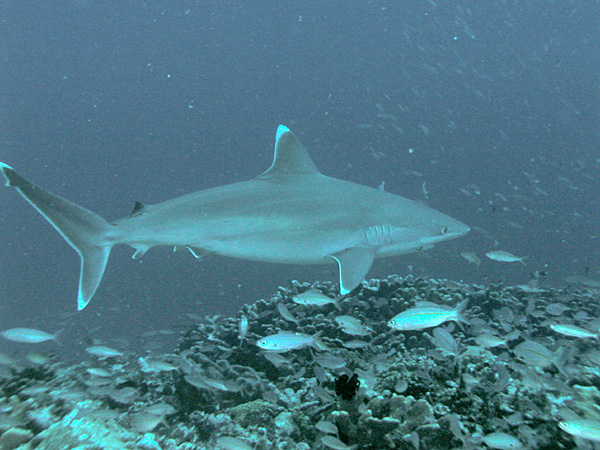
Gli squali dalle punte argentee vivono soprattutto nelle barriere coralline o nelle loro vicinanze.

Lo squalo dalle punte argentee è diffuso in modo discontinuo in gran parte degli oceani Indiano e Pacifico. Nell'Oceano Indiano occidentale si incontra dal Mar Rosso al Sudafrica e nelle acque attorno a Madagascar, Seychelles, Gruppo di Aldabra, Mauritius e Arcipelago delle Chagos. Nel Pacifico occidentale vive dal Giappone meridionale all'Australia settentrionale, passando per Taiwan, Filippine, Indonesia, Nuova Caledonia, Guam, Palau, Isole Salomone, Isole Marshall, Isole della Fenice e Tahiti. Nel Pacifico orientale è diffuso dalla Baja California meridionale alla Colombia, comprese le Isole Cocos, Galápagos e Revillagigedo. Non è stata confermata la presenza di questi squali nel Golfo del Messico e nel Mar dei Caraibi.
Gli squali dalle punte argentee vivono al di sopra delle piattaforme continentali e insulari a profondità di 30-800 metri, occupando tutti i livelli della colonna d'acqua. Sono più comuni attorno a isole oceaniche, banchi di corallo e margini esterni delle barriere coralline. Gli esemplari giovani prediligono i bassi fondali delle acque costiere o le lagune, mentre gli adulti preferiscono acque più profonde, anche se le zone di competenza delle due generazioni sono leggermente sovrapposte.

## Descrizione

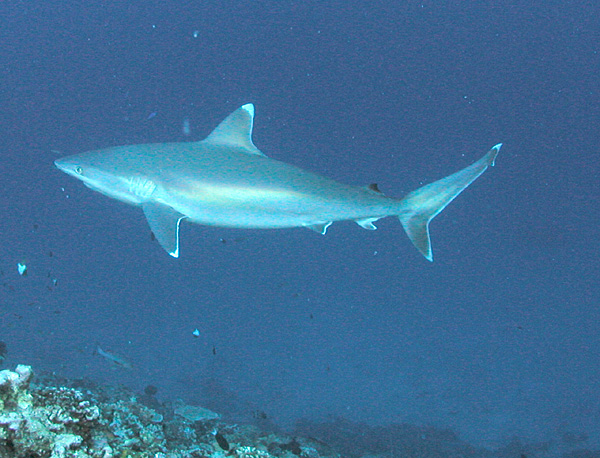
Lo squalo dalle punte argentee si riconosce facilmente per i margini bianchi delle pinne.

Lo squalo dalle punte argentee è una specie robusta e aerodinamica con un muso largo e abbastanza lungo e grandi occhi rotondi. Le cinque paia di fessure branchiali sono brevi. Su ogni lato delle mascelle vi sono 12-14 denti, più 1-2 denti più piccoli sulla sinfisi (la zona centrale delle mascelle). I denti superiori sono larghi, hanno cuspidi triangolari oblique e sono strettamente serrati tra di loro alla base; quelli inferiori hanno cuspidi erette e sono più distanziati. La prima pinna dorsale è grande e triangolare e ha origine sopra o poco più avanti le estremità libere delle pinne pettorali. Tra la prima e la seconda pinna dorsale vi è una sorta di cresta. Le pinne pettorali sono proporzionalmente più lunghe di quelle della maggior parte dei Carcarinidi ed hanno forma falciforme ed estremità appuntite.
La colorazione è grigio-azzurra con riflessi bronzei sul dorso e bianca sul ventre. Lungo i fianchi corre una sottile striscia bianca e tutte le pinne hanno i margini e le estremità bianchi. Lo squalo dalle punte argentee può raggiungere i 3 metri di lunghezza, ma generalmente non supera i 2-2,5 metri. Il peso massimo registrato è di 162,2 chili. Le femmine sono più grandi dei maschi.

## Biologia

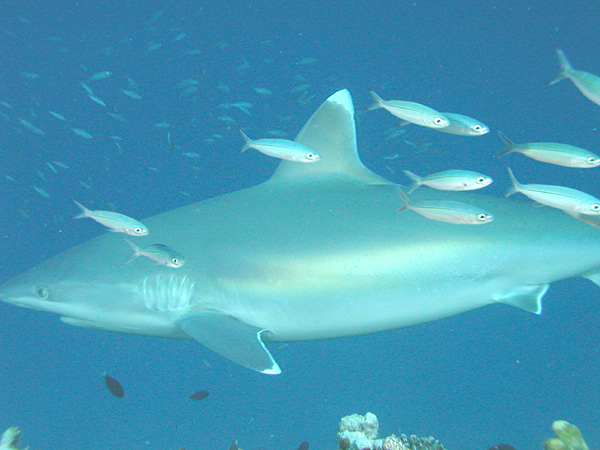
Uno squalo dalle punte argentee nel mare dell'Isola di New Hanover (Papua Nuova Guinea). Ciascun esemplare di squalo rimane solitamente nei pressi di una particolare barriera.

Sebbene lo squalo dalle punte argentee si sposti molto, mantiene una certa fedeltà ad alcune aree determinate e alcuni esemplari esibiscono perfino un comportamento territoriale. Si incontra generalmente da solo o in coppia. In acque profonde sono stati osservati anche piccoli gruppi di femmine adulte. Gli individui di questa specie sono molto aggressivi tra di loro e molti di essi presentano vistose cicatrici. Quando compete per il cibo occupa una posizione predominante nei confronti di squali delle Galapagos (C. galapagensis) e squali pinna nera (C. limbatus) delle stesse dimensioni. Talvolta forma aggregazioni miste con gli squali grigi di barriera. Alcuni carangi arcobaleno sono stati osservati nell'atto di sfregarsi contro la ruvida pelle di questi squali per liberarsi dai parassiti.
Essi seguono talvolta mammiferi marini come i tursiopi (Tursiops sp.) e sono a loro volta seguiti dal pesce pilota (Naucrates ductor).
Proprio come avviene nel caso degli squali grigi di barriera, questi squali possono divenire protagonisti di alcuni movimenti stereotipati quando sono avvicinati dai subacquei, allo scopo di comunicare che sono pronti all'attacco. L'animale si allontana repentinamente sino ad una distanza di circa 15 metri dalla minaccia prima di voltarsi e caricarla. Ad una distanza pari a circa due volte la lunghezza del suo corpo, lo squalo si blocca, irrigidisce le pinne pettorali, spalanca le mascelle, abbassa i due terzi inferiori del corpo e «vibra» come se stesse rabbrividendo. Gli ultimi due aspetti sono caratteristici solo di questa specie, ed in particolare i «brividi» possono enfatizzare le punte pallide delle pinne. Se il subacqueo non si allontana, lo squalo si avvicina rapidamente e tenta di ferirlo con i denti superiori

### Dieta
La dieta di questi animali consiste principalmente di pesci ossei come cernie, sgombri, tonni, escolar, pesci lanterna, pesci volanti, labridi e sogliole. Occasionalmente si nutrono anche di aquile di mare, squali di piccole dimensioni e polpi. Gli esemplari più grossi tendono ad essere anche i più apatici e si nutrono di specie del fondale. La particolare dentizione, che presenta caratteristiche diverse tra la mascella superiore e quella inferiore, consente loro di caricare prede di grosse dimensioni e di staccare in un solo colpo grossi pezzi di carne con violenti morsi e ritirate. Altri esemplari circondano pesci che si nutrono e intervengono per impadronirsi del loro cibo. Si avvicinano alle navi e sono attirati da particolari suoni artificiali a bassa frequenza.

### Riproduzione
Come gli altri Carcarinidi, lo squalo dalle punte argentee è viviparo; una volta che gli embrioni hanno terminato la scorta di tuorlo, il sacco vitellino ormai vuoto si trasforma in una sorta di connessione placentare attraverso il quale gli embrioni traggono nutrimento direttamente dalla madre. Nell'emisfero australe sia gli accoppiamenti che le nascite avvengono in estate. Nel corso del corteggiamento il maschio morde la femmina per tenerla stretta durante la copula; una femmina osservata era priva della punta della prima pinna dorsale proprio a causa di questo comportamento. Ogni due anni le femmine partoriscono nidiate di 1-11 (solitamente 5-6) piccoli dopo un periodo di gestazione di circa un anno. I neonati, lunghi alla nascita 63-68 centimetri o 73-81 centimetri a seconda degli autori, vivono in acque meno profonde di quelle frequentate dagli adulti. Il tasso di crescita in natura è molto variabile: Kato ed Hernandez (1967) registrarono per i piccoli squali dalle punte argentee una crescita media di 3,8 centimetri all'anno, pari al 5,3% della lunghezza corporea, ma alcuni esemplari potevano crescere anche di 20,8 centimetri (una lunghezza pari al 30,1% della lunghezza corporea) ed altri mostravano perfino una «crescita» negativa. I maschi raggiungono la maturità sessuale a 1,6-1,8 o 1,9-2 metri di lunghezza e le femmine a 1,6-2 metri.

## Conservazione

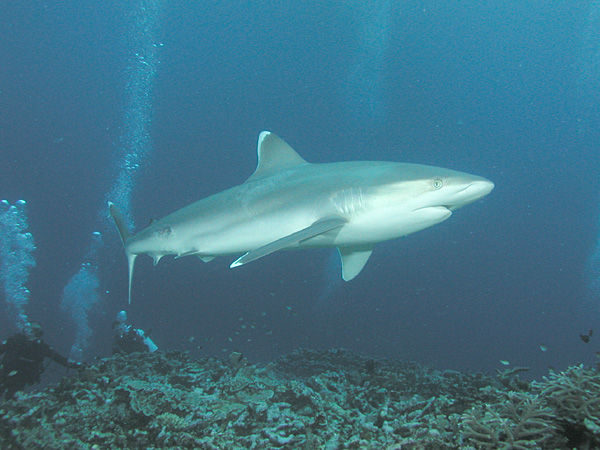
Spesso gli squali dalle punte argentee si avvicinano senza timore ai subacquei.

Curioso e audace, soprattutto in presenza di fonti di cibo, lo squalo dalle punte argentee è ritenuto potenzialmente pericoloso per l'uomo. Spesso vari esemplari di questa specie risalgono dalle profondità per ispezionare i subacquei non appena questi sono entrati in acqua; per i sub questa potrebbe trasformarsi in un'esperienza indimenticabile, dato che questo squalo si avvicina ad essi molto rapidamente. Alcuni esemplari sono stati visti girare intorno ai subacquei o addirittura inseguirli. Nel corso di un esperimento effettuato utilizzando un manichino come esca, un grosso esemplare di squalo dalle punte argentee strappò via la gamba al fantoccio equipaggiato con una muta da sub, dimostrando che questa specie è in grado di infliggere danni letali. A tutt'oggi, l'International Shark Attack File elenca solo quattro attacchi attribuiti a questa specie, nessuno dei quali risultato fatale.
Lo squalo dalle punte argentee è oggetto di pesca locale in tutto il suo areale; viene catturato, sia intenzionalmente che non, con palamiti, reti superficiali e reti a strascico. Le pinne sono molto richieste per la zuppa di pinne di squalo e vengono vendute al mercato estero, insieme a pelle e cartilagine. La carne viene venduta localmente, sia fresca che essiccata e salata, così come le mascelle e i denti. La pesca a questa specie è molto praticata in Indonesia, Myanmar e Filippine, ma anche in altri Stati affacciati sull'Oceano Indiano dove si trovano barriere coralline; è in aumento anche la pesca in acque pelagiche: nel corso di queste battute gli squali catturati vengono solo privati delle pinne e rigettati in mare. Questa specie è molto suscettibile ai danni causati dalla sovrapesca, a causa del lento tasso di riproduzione e della tendenza a rimanere in una determinata area. Lungo la Scott Reef, al largo dell'Australia settentrionale, la specie è ormai scomparsa a causa delle catture effettuate dai pescatori indonesiani e sta diminuendo un po' ovunque in molte zone del suo areale. Proprio per questo, l'Unione Internazionale per la Conservazione della Natura (IUCN) la classifica tra le specie vulnerabili..